# يو إف سي 57
يو إف سي 57: ليدل ضد كوتور 3 (بالإنجليزية: UFC 57: Liddell vs. Couture 3)‏ هو حدث لفنون القتال المختلطة نظمته يو إف سي، أُقيم في 4 فبراير 2008، على مركز أحداث ماندالاي باي في لاس فيغاس، نيفادا، الولايات المتحدة.